# 韶关东站
韶关東站位于中国广东省韶关市浈江区车站街道，为京广铁路、赣韶铁路车站。车站目前为广州局集团广深铁路股份有限公司管辖的一等区段站，办理客货运业务、列车中转技术作业（机车换挂、列检、商检作业等和部分直通、区段、摘挂货物列车的解编，客货源辐射粤北地区、赣南地区。

## 历史

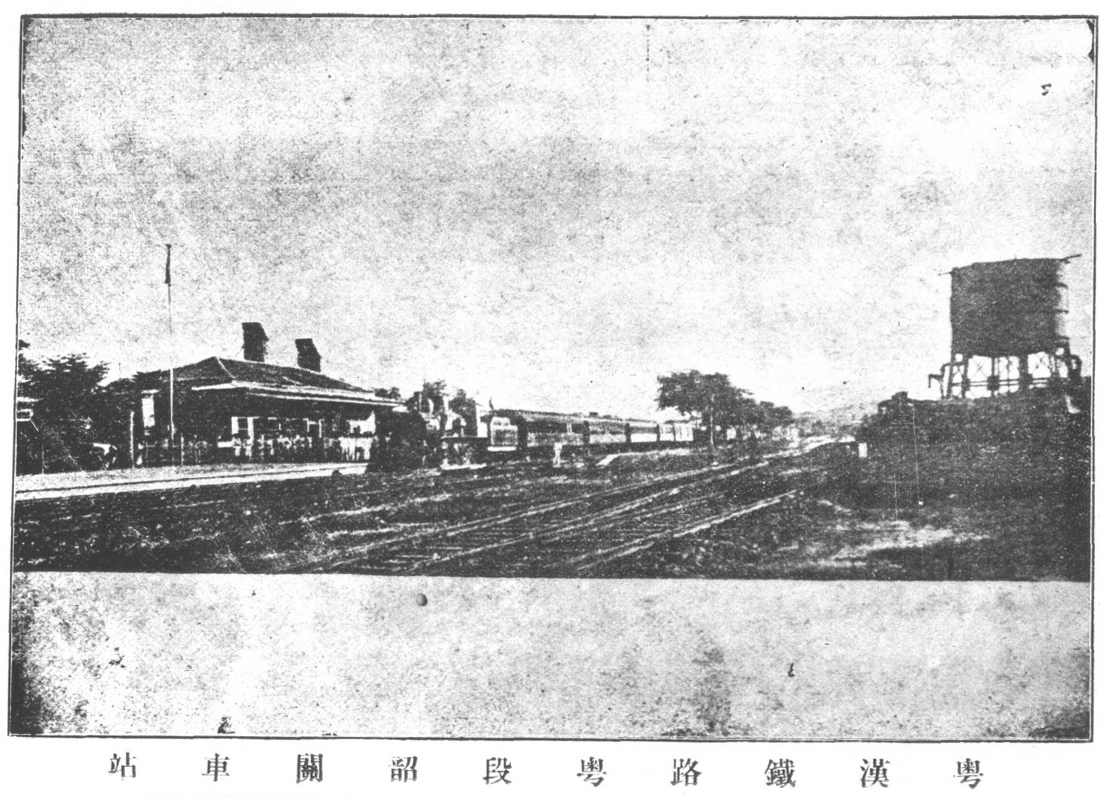
车站站房（1926年）

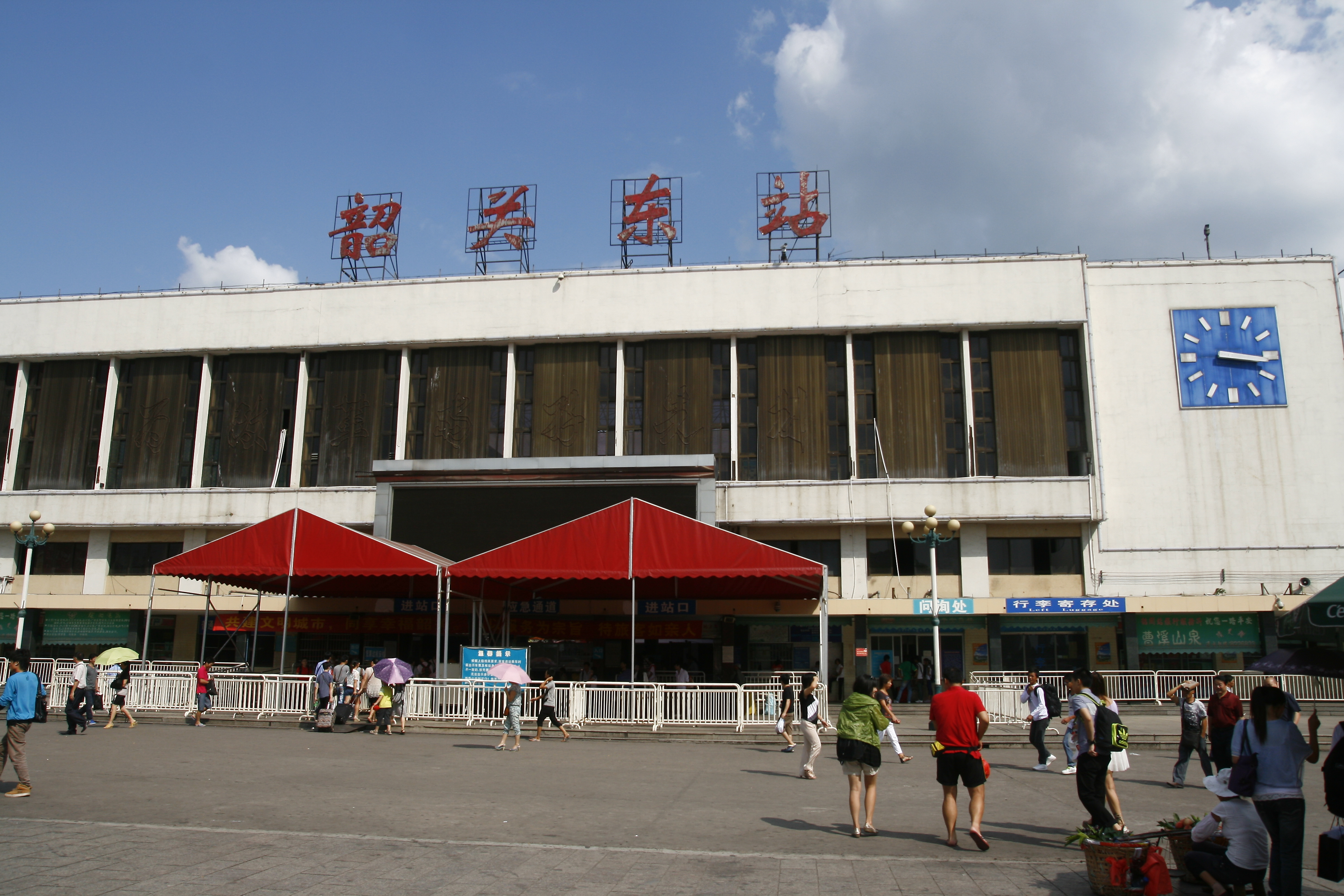
韶关東站站房（2012年）

- 1916年6月：韶州站建成启用。当时称作韶州站。当时建有2座旅客站台、3条股道、1座雨棚[5]。
- 1946年后：韶州站更名为韶关站；1948年：韶关站股道增加至5条[5]。
- 1960年至1964年后：韶关站共有11条股道，包括正线1条，到发线6条，调车线2条，机走线1条，牵出线1条[5]。
- 1968年在车站南侧建成韶关南站，与韶关冶炼厂专用线联轨[5]。
- 1988年6月：衡广双线开通，车站共有22条站线并启用新站房；同时此次改造将原韶关南站改建为货运调车场，同时预留上行车场[6]。
- 1999年在京广铁路武广段电气化工程中，车站兴建第三站台和南直通场，因此将原5道改为下行正线[6]。
- 2009年12月15日：为配合京广高速铁路投入服务，韶关站改名为韶关东站，原京广高速铁路韶关西站更名为韶关站。[7]
- 2013年7月起，广铁集团对韶关东站站房进行改造，于年底完工[8][9]。
- 2014年9月30日：赣韶铁路建成贯通，其后K511/512次列车、T169/170次列车、Z112/113、Z114/111次列车亦从韶关东站以北改经赣韶线运行。

## 车站结构

### 站房
韶关东站站房于1988年投入使用，并曾于2013年进行过翻修工作。站房面积6894平方米，其中售票处设有14个售票窗口和6台自助售票机；4个候车厅分别位于站房上下两层：第一、第四候车室位于一层，第二、第三候车室位于二层；行包房面积571平方米。

### 站场

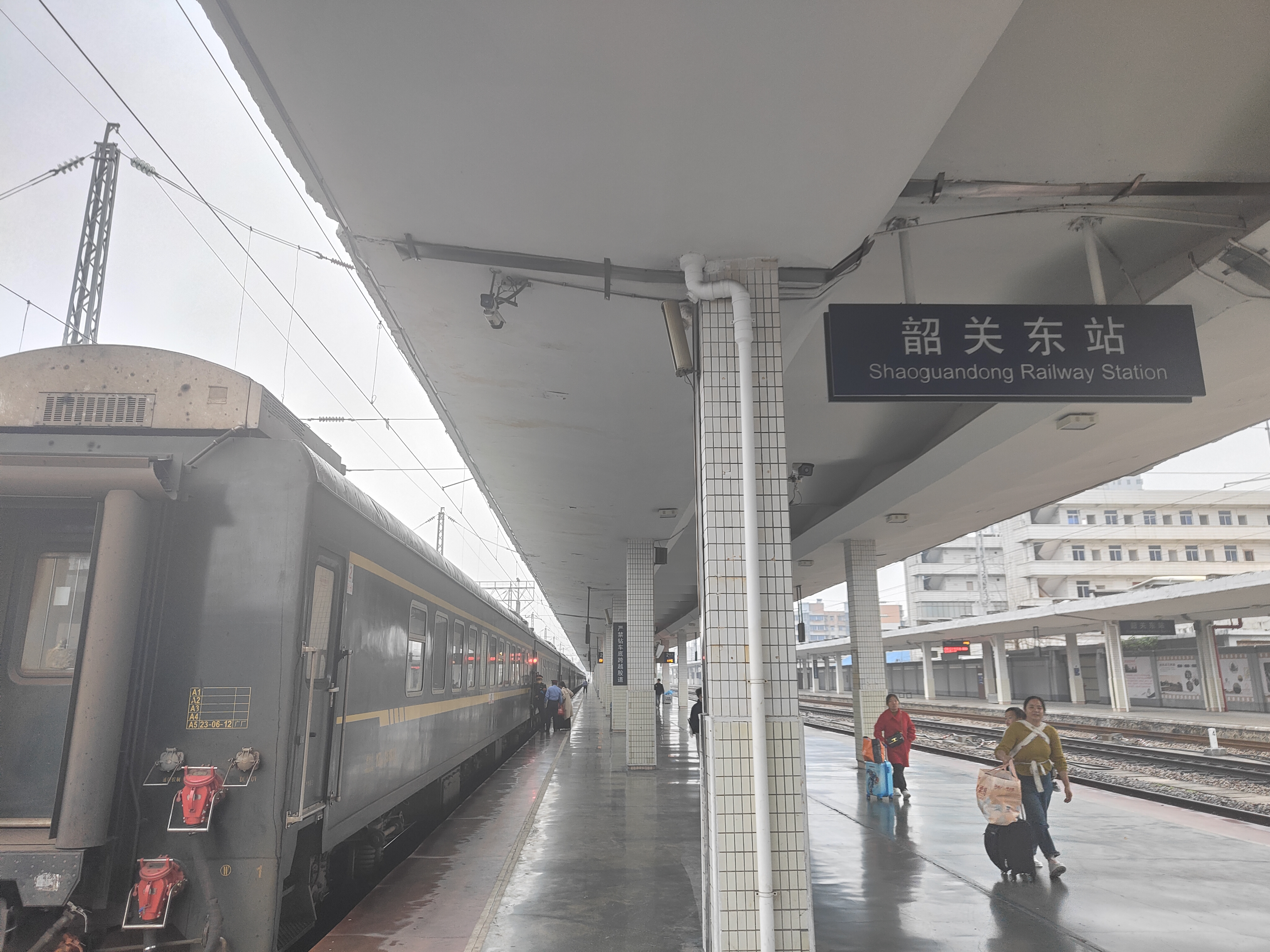
韶关东北场站台

韶关东站为区段站，纵列布置有南北两场，主要负责旅客列车的通过及部分到发作业以及区段、摘挂货物列车的解编作业。北场主要承担客运业务，设有2条正线、5条客车到发线、4条货车到发线和调车线6条；客运设施设有1座基本站台和2座中间站台，站台和站房间通过1座天桥和1条地道链接。北场南侧设有简易驼峰一座，并设有南北牵出线各1条，此外还设有3条专用线。大桥货场位于北场东北侧。
南场又称直通场，距北场1.2千米，设有8条到发线。韶关直通场办理无改编中转通过列车技术作业，包括接车、更换机车、列检、商检、出发发车等。韶南货场位于直通场西侧，该站还设有电力机务段及站修所，并预留了客车整备所及下行外包正线在直通场南咽喉接入的条件。车站设有通往广州工务大修段、中核韶关锦原铀业有限公司浈江分公司、韶关市华展化工物流、韶通联合公司、中金建筑安装工程、莲花液化气、中金岭南有色金属股份有限公司韶关冶炼厂、中石化韶关油库等单位的专用线。

## 请参阅
- 韶关站
- 丹霞山站